# Władimir Burmeister
Władimir Pawłowicz Burmeister (ros. Владимир Павлович Бурмейстер; ur. 1904, zm. 1971) – rosyjski i radziecki tancerz, baletmistrz, Ludowy Artysta ZSRR (1970).
W 1929 ukończył technikum teatralne w Moskwie, od 1930 tańczył w zespole "Moskiewskiego Baletu Artystycznego" (pod kierownictwem Wiktoriny Krigier, tancerz charakterystyczny. Od 1931 występował także jako baletmistrz, w tym w latach 1941-1960 i 1963-70 jako główny baletmistrz Moskiewskiego Akademickiego Teatru Muzycznego imienia Stanisławskiego i Niemirowicza-Danczenki. W 1946 był dwukrotnym laureatem Nagrody Stalinowskiej .